# Une affaire qui roule
Pour plus de détails, voir Fiche technique et Distribution.
Une affaire qui roule est un film français réalisé par Éric Veniard et sorti en 2003.

## Synopsis
Dans un accès de colère, Jean-Jacques quitte le restaurant dans lequel il officie comme chef-cuisinier. Il décide de monter sa propre affaire et suit des cours à cette fin. Le professeur, Claude, lui aussi, rêve d'un autre destin. Galvanisé par son élève, il quitte son poste pour se lancer dans une carrière d'écrivain. Cependant, l'un et l'autre peinent à voir leur entreprise prendre son envol.

## Fiche technique
- Titre : Une affaire qui roule
- Réalisation : Éric Veniard
- Scénario : Husky Kihal, Julie Lopes-Curval, Alain Ross et Éric Veniard
- Production : François Kraus et Denis Pineau-Valencienne
- Musique : Peter Chase
- Photographie : Marc Tevanian
- Montage : Vincent Lévy
- Décors : Sophie Segreto
- Costumes : Edith Bréhat
- Pays d'origine :  France
- Format : couleurs - 35 mm
- Genre : comédie
- Durée : 90 minutes
- Date de sortie : France - 1er janvier 2003

## Distribution
- Clovis Cornillac : Jean-Jacques Roux
- Denis Podalydès : Claude Carle
- Axelle Laffont : Noisette
- Husky Kihal : Patrick
- Camille Japy : Michelle
- Yves Beneyton : Le père de Noisette
- Jean-Michel Cannone : L'homme échangiste
- Julien Guéris : Denis
- Marc Henry : Le docteur Fabert
- Sylvain Honorez : Giorgio
- Irène Ismaïloff : Mme Chamarlot
- Vanessa Kula : La femme échangiste
- Édith Le Merdy : Amalia
- Jean-Luc Lemoine : Martin
- Hervé-Axel Colombel : Troisième restaurateur